# 아톰 (문서 편집기)
아톰(Atom)은 자유-오픈 소스 형태의 OS X, 리눅스, 윈도우용 문서 및 소스 코드 편집기이다. Node.js로 작성된 플러그인, 깃허브가 개발한 임베디드 깃 관리 지원을 포함한다. 대부분의 확장 패키지는 자유 소프트웨어 라이선스를 취하며 커뮤니티가 만들고 관리하고 있다. 아톰은 크로미엄에 기반을 두며 커피스크립트로 작성되어 있다. IDE로 사용할 수도 있다. 2015년 6월 25일에 정식 1.0 버전이 출시되었다.

## 지원 프로그래밍 언어
아톰의 기본 패키지는 다음의 프로그래밍 언어과 파일 형식에 대해 구문 강조를 적용할 수 있다:
- C
- C++
- C#
- 클로저
- 코볼
- CSS
- 커피스크립트
- D
- 마크다운
- Go
- HTML
- 자바
- 자바스크립트
- JSON
- 줄리아
- Less
- Make
- Mustache
- 오브젝티브-C
- 펄
- PHP
- 프로퍼티 리스트
- 파이썬
- 래킷[12]
- 루비
- 루비 온 레일즈
- Sass
- Scala
- 셸 스크립트
- SQL
- TOML
- 타입스크립트
- XML
- YAML

## 라이선스
초기에 아톰을 위한 확장 패키지와 아톰의 코어에 속하지 않는 사항들이 오픈 소스 라이선스로 공개되었다. 2014년 5월 6일 코어 응용 프로그램을 포함한 아톰의 나머지 부분인 아톰의 패키지 관리자, 아톰의 크로미엄 기반 데스크톱 응용 프로그램 프레임워크, 일렉트론(Electron, 과거의 아톰 셸)이 MIT 라이선스 하의 자유 소프트웨어로 공개되었다.

## 같이 보기
- 문서 편집기 목록